# Solothurner Literaturpreis
Solothurner Literaturpreis är ett litteraturpris för tyskspråkiga författare. Priset som har delats ut sedan 1994 har fått sitt namn efter den Schweiziska staden Solothurn. Det delas ut årligen i samband med stadens litteraturfestival och prissumman är (2021) 15 000 schweizerfranc.

## Vinnare
- 1994: Monika Maron
- 1995: Wilhelm Genazino
- 1996: Klaus Merz
- 1997: Christoph Ransmayr
- 1998: Thomas Hürlimann
- 1999: Birgit Vanderbeke
- 2000: Christoph Hein
- 2001: Anna Mitgutsch
- 2002: Erich Hackl
- 2003: Hanna Johansen
- 2004: Barbara Honigmann
- 2005: Kathrin Röggla
- 2006: Matthias Zschokke
- 2007: Peter Weber
- 2008: Jenny Erpenbeck
- 2009: Juli Zeh
- 2010: Ulrike Draesner
- 2011: Peter Bichsel
- 2012: Annette Pehnt
- 2013: Franz Hohler
- 2014: Lukas Bärfuss
- 2015: Thomas Hettche
- 2016: Ruth Schweikert
- 2017: Terézia Mora
- 2018: Peter Stamm
- 2019: Karen Duve
- 2020: Monika Helfer
- 2021: Iris Wolff